# Antalya (provinca)
Provinca Antalya (turško Antalya ili) je ob obali jugozahodne Turčije, med pogorjem Taurus in Sredozemskim morjem.
Je središče turistične industrije Turčije, ki v Turčijo privabi 30 % tujih turistov. Istoimensko mesto je bilo tretje najbolj obiskano mesto v svetu po številu mednarodnih prihodov leta 2011. Antalya je največje turško obmorsko letovišče. Provinca ustreza deželam antične Pamfilije na vzhodu in Likije na zahodu. Ima 657 km obale s plažami, pristanišči in starodavnimi mesti, ki se razprostirajo po vsej provinci, vključno Ksantosom, ki je na seznamu Unescove svetovne dediščine. Prestolnica je mesto Antalya z 1.001.318 prebivalci.
Antalya je najhitreje rastoča provinca v Turčiji, s 4,17 % letno stopnjo rasti prebivalstva med letoma 1990-2000, v primerjavi z državo 1,83 %. Ta rast je posledica hitre stopnje urbanizacije, zlasti zaradi turizma in drugih storitvenih sektorjev na obali.

## Etimologija
Mesto in provinco so poimenovali po Atalu II., kralju Pergamona, ki je mesto ustanovil v 2. stoletju pred našim štetjem.

## Zgodovina

### Antika
Antalya je bila naseljena že od predzgodovinskih časov. Dokazi človeškega prebivališča, ki segajo v zgodnjo paleolitsko dobo (150.000-200.000) let, so bili odkrili v Karainovi jami, 30 km severno od mesta Antalya.  Druge najdbe, ki segajo od mezolitika (jama Beldibi), neolitika (Bademağacı Höyüğü) in novejših obdobij, kažejo, da so na tem območju živele različne civilizacije skozi vsa obdobja.
Dolga obdobja so skrivnostna, dokler niso našli zapisov iz hetitskega obdobja, ki se  nanašajo na območje kot del »dežele Lukka« (iz katere izhaja Likija) in dokumentirajo živahno medsebojno delovanje, ki je potekalo med provincami v drugem tisočletju pred našim štetjem. Kot njihovi potomci so bili Lukani ali Likijci znani po kot pomorščaki (zlasti po piratstvu) in so kazali svoj ognjevit neodvisen duh. Niti Hetiti niti kraljestvo Arzava na zahodni obali se ni  moglo dolgo obdržati v miru. Legende antične Grčije nam povedo, da so te skupnosti zrasle v neodvisna mesta, celotno območje je bilo imenovano Pamfilija. Ustanovljena je bila zveza teh mest. Obstajajo tudi zgodbe o prehodu Akha klana na območje po trojanski vojni in sčasoma so bila zgrajena ob obali in v notranjosti grška naselja.
V helenističnem obdobju so bili zahodni deli province Antalya v Likiji, vzhod je bil v Pamfiliji in na skrajnem vzhodu v starodavni Kilikiji, medtem ko je bila Pizidija na severu.
Pred osvajanjem starih Rimljanov je imela Likija prvo demokratsko ustavo na svetu, ki je kasneje deloma navdihnila ameriško ustavo. ref>U.S. Politics Online Archives: American Literature</ref>
Antalya je bila del lidijskega kraljestva od 7. stoletja pr. n. št., dokler je niso porazili Perzijci v bitki pri Sardi leta 546 pr. n. št. Makedonski poveljnik Aleksander Veliki je končal perzijsko vlado in okoli 334 pr. n. št. osvojil mesta na tem območju, razen Termessosa in Sillyona, ki sta se uspeli upreti v letu 333 pr. b. št. Po Aleksandrovi smrti leta 323 pr. n. št. so se med njegovimi generali vneli boji za oblast, ki so trajali do leta 188 pr. n. št.
Prevlada kraljestvo Pergamon se je začela s porazom vojske Selevkidov pri Apamei. Kmalu zatem je bilo ustanovljeno mesto Antalya. Ko je Atal III., zadnji kralj Pergamona, umrl leta 133 pr. n. št. je zapustil svoje kraljestvo Rimljanom. V tem času na območju prevladujejo pirati s sedežem v majhnih mestih ob obali.

### Bizantinsko obdobje
V srednjem bizantinskem obdobju (5. in 6. stoletje) je mesto Antalya zraslo izven mestnega obzidja.
Od 7. stoletja so muslimanski Arabci začeli prevladovati v regiji Levant in Antalya je kasneje igrala vlogo v krščanskih križarskih vojnah proti islamu. Vojska Ludvika VII. je odplula iz Antalye v Sirijo leta 1148, flota angleškega kralja Riharda I. pa se je tukaj ustavila pred osvajanjem Cipra. V poznem 11. in začetku 12. stoletja je veliko območje moderne pokrajine padlo pod Turke, točneje pod  Danišmende. Od 1120 do marca 1207 je bila Antalya pod suverenostjo Bizantincev. 

### Obdobje Seldžukov
Območje so osvojili Seldžuški Turki in se znova in znova od leta 1076 naprej spopadali z Bizantinci, ko so si Seldžuki prizadevali za vzpostavitev trgovske baze na Sredozemlju. Na eni stopnji je imel turški gospodar Kılıç Arslan I. tukaj palačo. Leta 1220 se je bizantinsko vladanje končalo in mesto je bilo hitro razdeljeno na krščanske in muslimanske dele, krščanske trgovske skupnosti, med njimi Benečani in Genovežani. Rastla in se utrdila se je tudi Alanya.

### Od Osmanskega cesarstva dalje
Območje je šlo skozi številne roke pred končno zasedbo osmanskega cesarstva pod Muratom II. leta 1432. Antalya je zasedla tudi kraljevino Ciper med letoma 1361 in 1373. Osmansko vladanje obali je trajalo do konca prve svetovne vojne, ko so Antalyo na kratko zasedli italijanski vojaki, preden je postala del Republike Turčije leta 1921.
V provinci je veliko arheoloških najdišč, vključno s tremi narodnimi parki in tremi posebej zavarovanimi območji.

## Geografija
Provinca Antalya je v jugozahodni Anatoliji, med zemljepisno dolžino 29 ° 20' in 32 ° 35' V in širino 36 ° 07' in 37 ° 29' S. Provinca pokriva območje 26 % Turčije. Južna meja province je Sredozemsko morje, medtem ko pogorje Taurus označuje kopensko mejo. Od zahoda do vzhoda meji na province Muğla, Burdur, Isparta, Konya in İçel. Pokrajina je 77,8% gorata, 10,2% ravninska in 12% gričevnata. Veliko vrhov v Taurusu je visokih med 500—3000 m. Polotok Teke (ustreza starodavni Likiji) ima na zahodu široke planote in rečne kotline. Podnebje, kmetijstvo, demografski podatki in vzorci prebivalstva se močno razlikujejo med kopenskimi gorskimi območji in obalno ravnino.
- Geografija province Antalya
- Rt Gelidonya blizu Finike, mesto razbitine feničanske trgovske ladje iz okoli 1209–1200 pr. n. št.
- Polotok Korsan Koyu, primer tipične geografije zahodne Antalye
- Plaža Olympos
- Jez Oymapinar na reki Manavgat

## Okrožja in mesta
- Okrožja ob obali so Antalya, Gazipaşa, Alanya, Manavgat, Serik, Kemer, Kumluca]], Finike, Kale in Kaş.
- Okrožja v notranjosti so v gorovju Taurus in so na višini 900-1000 mnv: Gündoğmuş, Akseki, İbradı, Korkuteli in Elmalı.

## Demografija
Prebivalstvo province Antalya šteje 1.978.333.  Je peta pokrajina Turčije z visokim deležem tujcev, ki je 6,343. 

## Zanimivosti
Najvišja točka gore Taurus je Akdağ na nadmorski višini 3025 metrov. Je severozahodno od centra mesta, na razdalji 50 km je smučarski in rekreacijski center Saklıkent na Beydağları. Na hribu Bakırlı za Saklıkentom je Nacionalni vesoljski observatorij. V določenih dneh je mogoče opazovati meteorske dež in zvezde. Na rekah je mogoč rafting in vožnje s kanuji, na gore je organiziran džip safari, lov in treking. Druge možnosti so plezanje, fotofarri, gorski turizem, ribolov in zdraviliški turizem v talaso in centrih za dializo v Geyikbayıriju. Romanja so organizirana v Miro in Pataro, kjer se je rodil in živel sveti Nikolaj. Večni ogenj na Chimaeri, ki je bil navdih za mit o Himeri, je tudi v Antalyi. Na območju Belek, 30 km vzhodno od Antalije, obstaja velik potencial za golf turizem z dodatkom kulturnih, zgodovinskih in naravnih znamenitosti regije. V Beleku že obratuje pet golf objektov. Na obali so podvodni potapljaški centri, predvsem v Kemeru, Çamyuvi, Olymposu, Adrasanu, Kaşu, Kalkanu, Üçağızu, Kekovi, Sideu in Alanyi. Poleg tega so organizirane jahtne ture iz pristanišča Antalya do slapa Karpuzkaldıran in druge točke. Tu so tudi izleti s čolni na potok Manavgat in s kanuji na potok Ksantos. Poleg tega se v Antalyi konča Blue Cruise, ki pokriva jugozahodno Anatolsko obalo. Iz Alanye na Ciper in od Antalye do Italije vozi trajekt. Antalya je danes svetovni turistični center z edinstvenimi turističnimi nastanitvenimi objekti, naravo in zgodovinskimi lepotami.

### Antična mesta in ruševine
Po vsej Antalyi so mesta zgodovinskega in arheološkega pomena, vključno z:
- Pizidija z mestom Ariassos; 22 km vzdolž avtoceste Antalya-Burdur.
- V okrožju Kumluca: Acaliasos, Cormus, Gagae, Idebessos, Kitanaura, Olympos in Rhodiapolis
- V okrožju Kale: Andriake, Antiphellos, Apallai, Myra, Phellos, Sure
- V okrožju Üçağız: Apollonia, Hysa, Ilysa, Istloda, Teimiusa
- V okrožju Finike: Arycanda, Limyra, Melanippe, Trebema in Lycijske skale
- V okrožju Kemer (jugozahodno od Antalije): idiros in likijsko mesto Faselis
- V Sidi; mesto Side, Pamfilija, Atenin tempelj in Apolonov tempelj
- Cerkev svetega Nikolaja v Demre
- Hadrijanova vrata, rimska utrdba in stolpn ura v mestu Antalya. V bližini mesta pamfilijsko mesto Aspendos, Perge (na dveh hribih, nekoč prestolnica Pamfilije) in pizidijsko mesto Termessos, visoko v gorah 35 km severozahodno od Antalye.
- Karaburun in Seyamük v Elmalı
- Kyneai v Kaşu
- Poğla v Korkuteliju
- Silliyon (mesto Serik), sega v 4. stoletje pred našim štetjem
- Simena v Kekovi
- Tlos
- starodavno likijsko mesto Ksantos (Kınık)

### Narodni parki
- Narodni park Koprulu
- Narodni park Termessos
- Narodni park Olympos

### Naravne znamenitosti
- Slapovi: Manavgat, Kursunlu, Duden,
- Jez Oymapinar
- Kanjona Köprülü in Saklıkent
- Borov gozd Düzler
- Smučarski center Saklikent
- gora Chimaera

V provinci Antalya je več kot dvajset jam, med njimi: jama İbradi, Aslanlı, Beldibi, Büyükdipsiz,  Çimeniçi, Damlataş, Derya, Dim, Geyiklibayırı, Gürleyik, Karain, Kocadüden, Kocain, Konakaltı in druge.